# Terataner alluaudi
Terataner alluaudi är en myrart som först beskrevs av Carlo Emery 1895.  Terataner alluaudi ingår i släktet Terataner och familjen myror. Inga underarter finns listade i Catalogue of Life.

## Bildgalleri

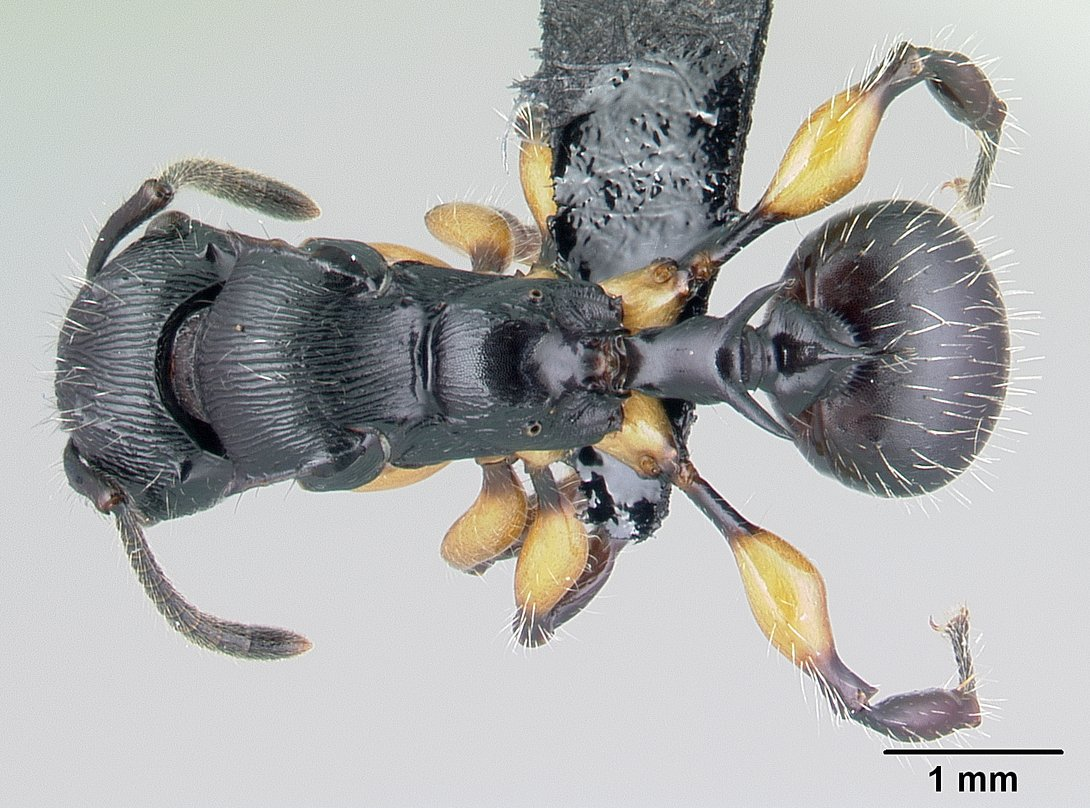
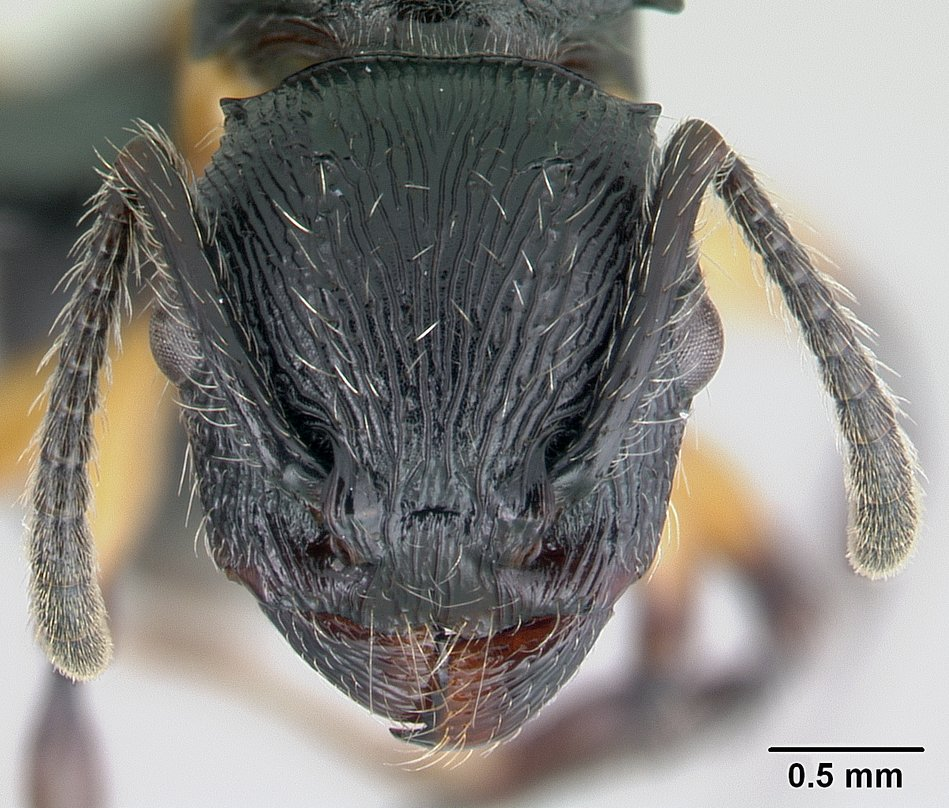
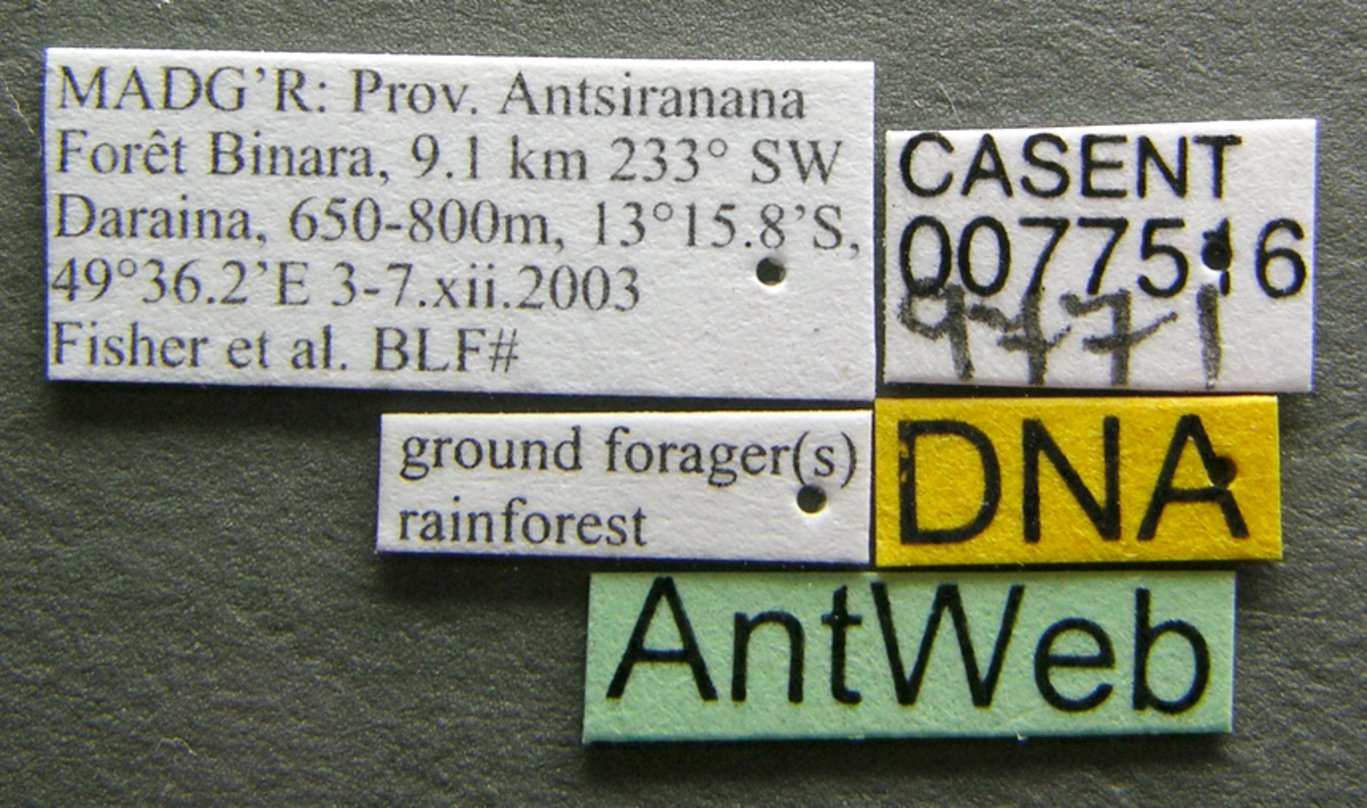
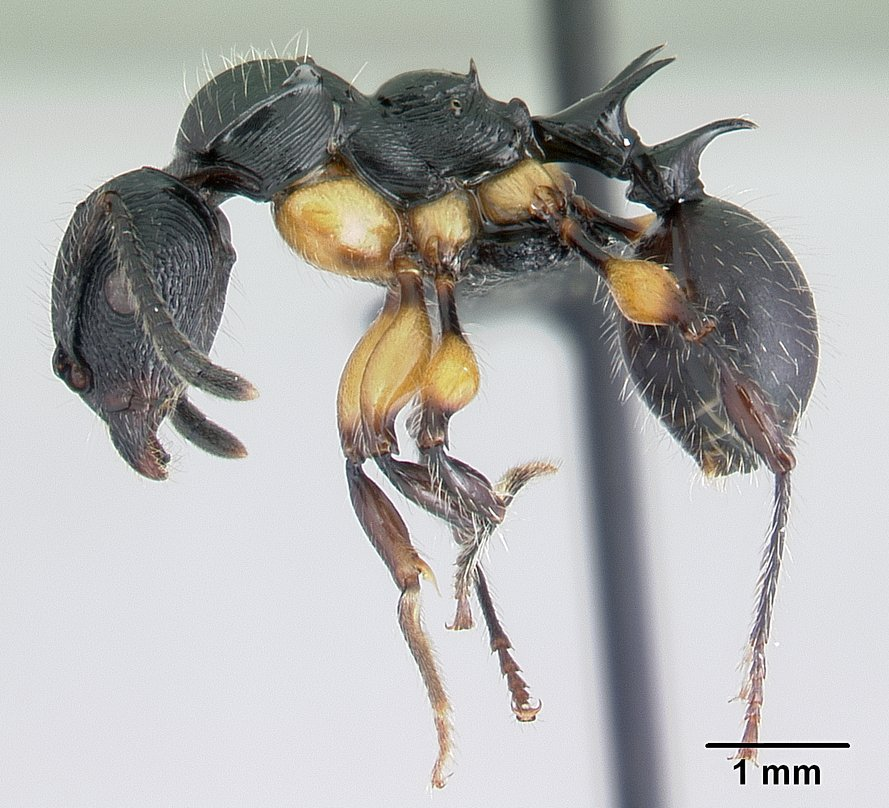
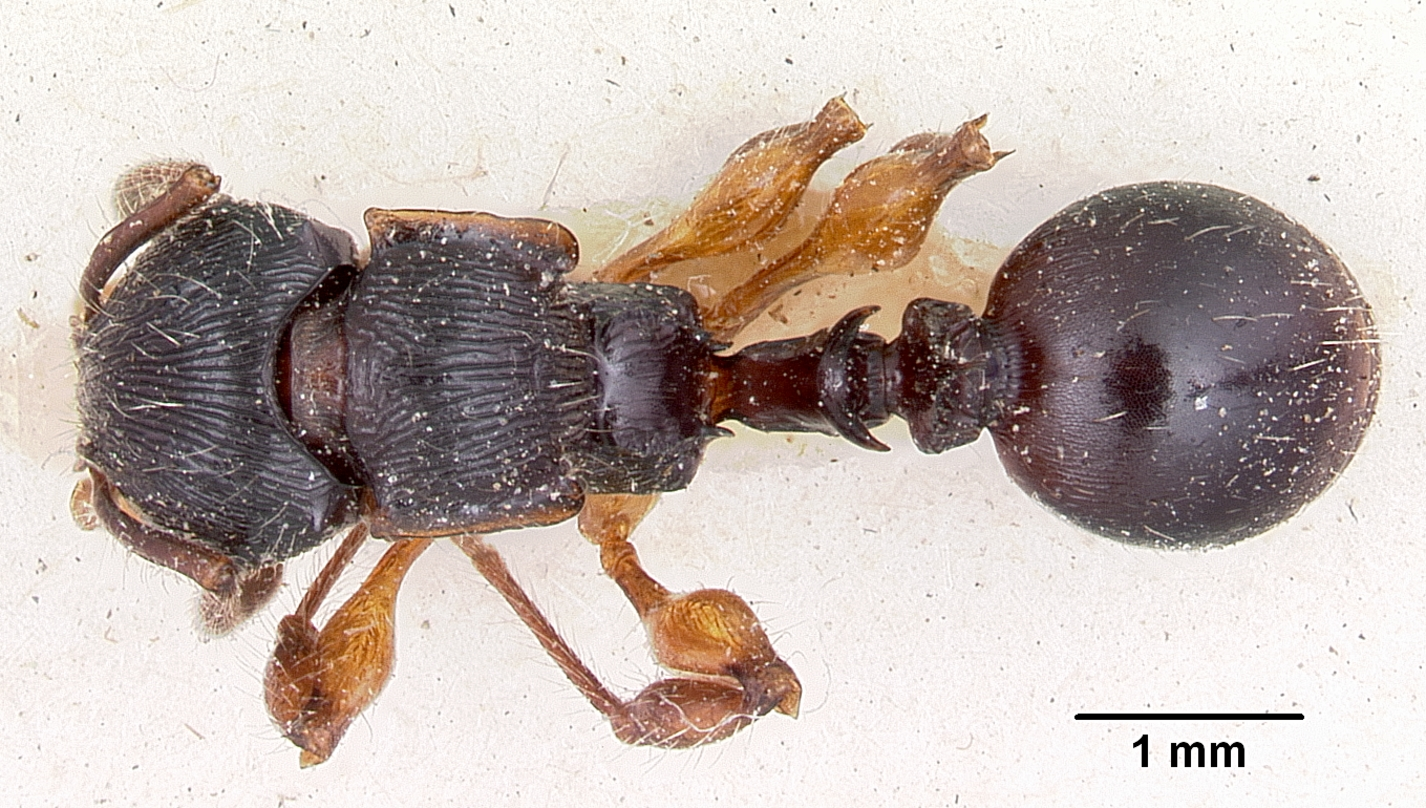
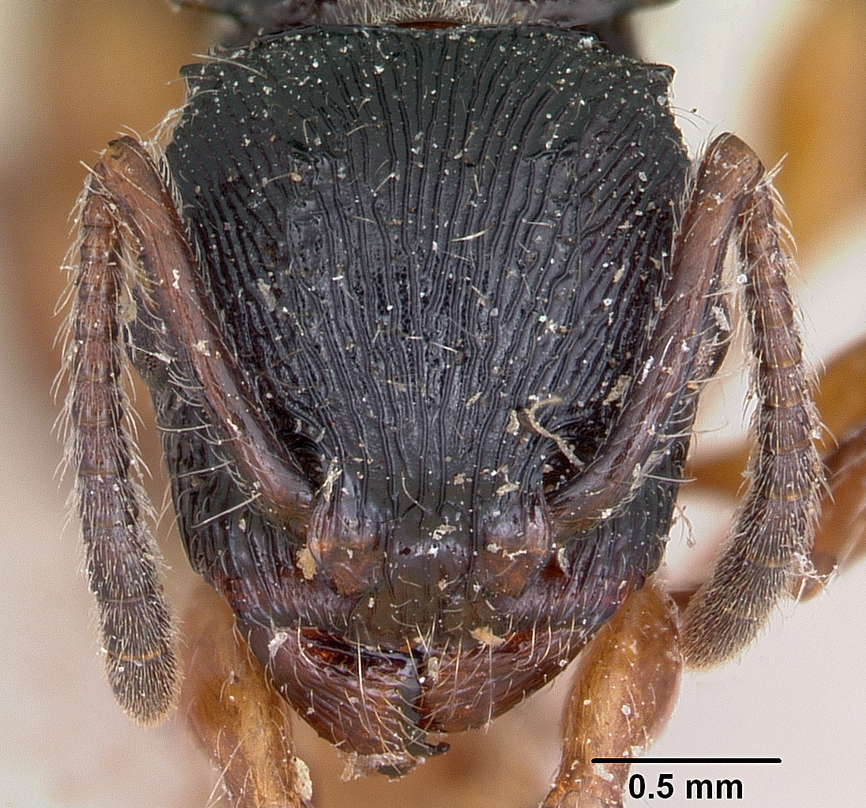